# Ironiska generationen
Den ironiska generationen är en benämning på den generation som föddes under 1960-talet och 1970-talet. Begreppet myntades i Sverige av nöjesjournalisten och författaren Jan Gradvall genom artikeln "En ironisk generation" i gratistidningen Nöjesguiden som publicerades i mars 1993. 
Benämningen motsvarar det engelskspråkiga begreppet Generation X, som populariserades i en boktitel av Douglas Coupland.
Det sägs att just denna generation i högre grad än sina föregångare kunde formulera, förstå och uppskatta ironi, och vanligt var också att de särskilt som tonåringar och unga vuxna under 1980-talet och det tidiga 1990-talet använde ironiska kommentarer i sitt vardagliga språkbruk.
Många svenska komiker av dessa årskullar, bland annat Jonas Gardell, Killinggänget, Hassangänget och Varanteatern, har förutom att tillhöra också inspirerat den ironiska generationen.

## Speciella uttryck inom den ironiska generationen
- Jag mötte Lassie
- Intresseklubben antecknar